# Gaguik I d'Armènia
Gaguik I fou rei d'Armènia a Aní del 989 al 1020. Va succeir al seu germà Simbaci II el Cosmocràtor. Es va casar amb Katramida, filla de Vasaces rei de Siunia, que va construir a Aní el Temple de l'Hexàgon (any 1000).
A la mort del bisbe de Siunia Grigor vers el 1005 l'església local va aprofitar per recuperar alguns privilegis religiosos que li havien estat privats en temps del patriarca armeni Ananià, cosa que va facilitar la relació entre les dues cases reials.
Mort el patriarca Khatshik I (991) el rei va fer entronitzat a Sargis I (2 de març del 992) que va traslladar la seu del patriarcat d'Arkina a Aní immediatament.
La mort del fundador de l'emirat marwànida, Badh el 990, i les dificultats del seu successor Abu Ali al-Hasan, van afavorir la conquesta de Malazgird per David de Taoklardjètia després d'un llarg setge (vers 993). La ciutat fou repoblada d'armenis i georgians. L'emir rawwàdida de l'Azerbaidjan, Mamlan va exigir l'entrega de la ciutat. David va demanar l'ajut de Gaguik d'Aní, d'Abas, rei de Kars, i de Bagrat III l'unificador d'Abkhàzia. Les forces de David anaven dirigides per tres germans: Vatshé, Tevdat o Terdat i Phers (Pakurianos, Phevdatos o Pherses a les fonts armènies). L'emir va entrar a Armènia i va acampar a Kosteanq al nord-est de Mantziciert i va incendiar el Bagrevand, però no van voler lluitar a una sola batalla contra les forces armènies - georgianes i es van retirar al seu país. Segons Mateu d'Edessa, encara foren derrotats parcialment per Karmrakel de Meskhètia, un dels lloctinents del curopalata David, però Brosset considera que això va succeir en una campanya diferent.
En retirar-se Mamlan, David de Taoklardjètia no va tardar a assetjar Khelat (vers 998) però l'emir marwànida Muhammad al-Dawla (997-1011) va venir en ajuda de la ciutat i va fer aixecar el setge.
Després d'això Mamlan va sortir de la seva seu de Tauris (prop del país de Her o Khoi) i va arribar al Apahunik. Seria aquí que Karmrakel de Meskhètia va derrotar els invasors, derrota només parcial doncs el gruix de les forces del rawwàdida van restar intactes. David va cridar en ajut al rei Gaguik d'Aní i al rei de Kartli, Gurguèn (successor de Bagrat II Regwan que havia regnat del 958 al 994), pare de Bagrat III l'unificador d'Abkhàzia. Gaguik va enviar sis mil homes sota el comandament de Bahram, fill de Grigor Pahlavuni, del magistros Simbaci fill de Bahram i pel marzban Asoci. També van acudir forces del rei de Kars; les forces de Gurguèn de Kartli, sis mil cavallers, eren manades per Phers fill de Djodik; i les forces de David estaven dirigides per un tal Gabriel fill d'Otxopentir, amb Karmrakel com un dels lloctinents. Els dos exèrcits es van trobar front a front prop del llogaret de Dzumb, no lluny d'Ardjesh. Els musulmans van atacar el 18 d'octubre del 998 però els armenis i georgians van obtenir la victòria. Mamlan va fugir. David va morir enverinat (per l'arquebisbe georgià Hilarion) el 31 de març del 1000, segons les cròniques georgianes per instigació de Basili II de Constantinoble que després va fer matar Hilaron.
Basili II va anar al juny a la zona amb moltes forces, va passar per Melitene, i d'allí a la ciutat d'Erez. Allí va rebre la visita de l'emir marwànida de Mayyafariquin, Muhammad al-Dawla Abu Mansur Said que li va retre homenatge i al que va donar el títol de magistros. Després va rebre a Bagrat III l'unificador, rei d'Abkhàzia i hereu de David, que va renunciar a fer valdre els seus drets sobre Taoklardjètia i va rebre el títol de Curopalata. Durant els dies de l'entrevista i va haver un enfrontament sagnant entre els cavallers de Taoklardjètia i els russos de l'exèrcit imperial, que aquests darrers van guanyar i on van morir els principals senyors del país annexat. Abans de marxar encara van anar allí els reis de Kars i de Baspracània als qui l'emperador va acordar la seva protecció. Després va sortir cap a Mantziciert, que era part de l'herència de David i que fou incorporada a l'Imperi, i d'allí va passar a Valarshkert on va esperar al rei Gaguik I, que no es va presentar. Un príncep armeni, Abushal, fill d'una germana de Gaguik, va incitar l'odi de l'emperador contra Gaguik per no haver-se presentat. Gaguik, assabentat, va enviar el seu fill Joan-Simbaci a assolar les possessions d'Abushal (Kogovit i Dzalkotn) vers el 1001.
De Valarshakert Basili II va passar a Taoklardjètia i va entrar a Olti (Ukhhiq) i va establir nombroses guarnicions. Després, a la primavera del 1001 va tornar a Constantinoble, passant per Karin.
El 1001 Gurguèn de Kartli, enfadat perquè al seu fill Bagrat se'l havia nomenat curopalata i a ell només magistros, va trencar relacions amb Constantinoble i va atacar el Taik (Tao) però no va poder ocupar les fortaleses. Basili va enviar contra ell al prefecte del kaniklion que va acampar amb les seves forces al Bassèn (Fasiane) on es va entrevistar amb Gurguèn prop de la muntanya Medzobq i es va concloure la pau, renunciant Gurguèn a les seves reivindicacions al Tao. Gurguèn de Kartli va morir el 1008 i el seu fill Bagrat III d'Abkhàzia que el va heretar, no va fer cap acte contra l'Imperi Romà d'Orient i va dirigir aviat les seves accions contra els koroveks de Kakhètia. També va annexionar a la branca reial georgiana d'Artanudj a la Klardjètia, dirigida pels germans Simbaci i Gurguèn, als que va fer presoners (1011) i van morir al seu captiveri (1011 i 1012). Després, vers 1011, Bagrat va decidir castigar un atac de l'emir shaddàdida d'Arran (Gandja) Fadlun a l'Herècia i va demanar la col·laboració de Gaguik. Van passar pel regne de Taixir o Lorí, i van entrar als dominis de Fadlun. Els armenis i georgians van assetjar Shamkor al nord-oest de Gandja; a punt de prendre-la Fadlun va demanar la pau i va oferir a Bagrat de pagar-li el kharadj (tribut) vitalíciament i de combatre a les seves guerres.
El 7 de maig de 1014 va morir el rei Bagrat III i el va succeir el seu fill Jordi I de Geòrgia (o Gurguèn I) de 18 anys. Ardahan, Kol i alguns altres dominis de Djavakhètia i Shavshetia, donats en feu vitalici al pare junt amb el títol de curopalata havien de retornar a l'Imperi Romà d'Orient, però Jordi es va negar a entregar-los i va envair Tao i Bassèn. Basili va enviar un exèrcit (vers finals del 1015 o el 1016) que fou derrotat a Olti.
El 1019 el patriarca Sargis es va retirar i el va succeir Petros I Getadartz, germà de l'antic patriarca Khatshik I.
Gaguik va morir el 1020 o 1021 (segons el Continuador de Tomàs Arzeruni). Li succeí el seu fill gran Joan-Simbaci amb lots pels altres dos germans Abas i Asoci IV el Valent.